# Rodica Tapalagă
Rodica Tapalagă (n. 12 ianuarie 1939, Dorohoi, Dorohoi, România – d. 18 decembrie 2010, București, România) a fost o actriță română de film, radio, teatru, televiziune și voce.

## Biografie
Rodica Tapalagă s-a născut la Dorohoi dar la doar trei luni s-a mutat cu familia la București. A urmat cursurile Liceului "Gheorghe Lazăr" din București. Absolventă a Institutului de artă teatrală și cinematografică din București promoția 1959 ,clasa profesor Ion Șahighian și David Esrig, a debutat în 1958 pe marile ecrane în comedia Alo?... ați greșit numărul!, alături de alte viitoare mari nume ale scenei și filmului românesc (Ștefan Tapalagă, Ștefan Mihăilescu-Brăila și Stela Popescu). A creat roluri pe scenele mai multor teatre: Teatrul Național din Craiova, Teatrul Nottara și Teatrul Mic. În perioada 1959-1961 cât este angajata Teatrului Național din Craiova debutează scenic cu rolul Liza Doolitle din Pygmalion, în regia lui Vlad Mugur. Din 1961 până în 2010 (cu o scurtă întrerupere între anii 1977-1981 când a jucat la Teatrul Mic) a fost actriță a Teatrului Lucia Sturdza Bulandra din București fiind ultima actriță angajată personal de Lucia Sturza Bulandra..
Căsătorită cu scenograful Ion Popescu-Udriște (1929 - 2011),
au împreună un fiu, Barbu (n. 1970).
Rodica Tapalagă a fost sora mai mică a actorului Ștefan Tapalagă .

## Roluri în teatru
Teatrul Național Craiova
- Pygmalion de George Bernard Shaw; regia: Vlad Mugur
- Tânara Gardă de Aleksandr A. Fadeev; regia: Vlad Mugur
- Steaua fără nume de Mihail Sebastian; regia: A. Moldovan
- Poveste din Irkutsk; regia: Radu Nicolae
- Passacaglia de Titus Popovici;
- Celebrul 702 de Alexandru Mirodan; regia: Radu Miron

Teatrul Lucia Sturdza Bulandra (1961-1977)
- Copiii soarelui de Maksim Gorki (în rolul Fima); regia: Lucian Pintilie, Liviu Ciulei
- Proștii sub clar de lună de Teodor Mazilu; regia: Lucian Pintilie
- Opera de trei parale de Bertolt Brecht; regia: Liviu Ciulei
- Comedia erorilor de William Shakespeare; regia: Lucian Giurchescu
- D-ale carnavalului de I. L. Caragiale; regia: Lucian Pintilie
- Acești nebuni fățarnici de Teodor Mazilu; regia: Eugen Mandric
- Nu sunt Turnul Eiffel de Ecaterina Oproiu; regia: Valeriu Moisescu
- Meteorul de Friedrich Dürrenmatt; regia: Valeriu Moisescu
- O scrisoare pierdută de I. L. Caragiale; regia: Liviu Ciulei
- Melodie din Varșovia de Leonid Zorin; regia: Ivan Helmer
- Trei generații de Lucia Demetrius; regia: Petru Popescu
- Sfântul Mitică Blajinul de Aurel Baranga; regia: Aurel Baranga
- Interviu de Ecaterina Oproiu; regia: Cătălina Buzoianu
- Azilul de noapte de Maxim Gorki; regia: Liviu Ciulei

Teatrul Nottara (colaborare 1964)
- Colombe de Jean Anouilh (în rolul Colombe); regia: Sanda Manu

Teatrul Mic (1977-1982)
- Unchiul Vania de Anton Cehov; regia: Laurențiu Azimioară
- Pluralul englezesc de Alan Ayckbourn; regia: Sanda Manu
- Nebuna din Chaillot de Jean Giraudoux; regia: Silviu Purcărete
- Copiii lui Kennedy; regia: Dragoș Galgoțiu

Teatrul Lucia Sturdza Bulandra (1981-2010)
- Rezervația de Pelicani de Dumitru Radu Popescu; regia: Valeriu Moisescu
- Tartuffe de Molière regia: Alexandru Tocilescu
- Cabala bigoților de Mihail Bulgakov; regia: Alexandru Tocilescu
- Unchiul Vania de Anton Cehov; regia: Alexa Visarion
- Trenurile mele de Tudor Mușatescu; regia: Petru Popescu
- Dimineață pierdută de Gabriela Adameșteanu; regia: Cătălina Buzoianu
- Trei surori de Anton Cehov; regia: Alexandru Darie
- Totul în grădină de Edward Albee; regia: Tudor Mărăscu
- Nebunia regelui George de E. Bennett; regia: Petre Bokor

 Teatrul Național Radiofonic
- Lecția de Eugen Ionescu; regia: Lucian Giurchescu

Peste 100 de roluri în teatru radiofonic
- 333 de icosari și 33 de firfirici'
- Alice in Țara minunilor
- Cafeneaua cea mică
- Ce naște din pisică'
- Dimineața pierdută
- Diplomație
- Fratele meu, Charles
- Frumoasa Așenel
- Jacques fatalistul și stăpânul său
- Martin Eden
- Mary Poppins
- Moș Goriot
- Neguțătorul din Veneția
- Pasărea albastră
- Pădurea spânzuraților
- Rândunica spune o poveste
- Tren de plăcere
- Un duel în ziua nunții

## Televiziune (selectiv)
- Femeile savante (în rolul Lucille), de Molière
- Ceasul de aur (1967) de Jean Claude Brisville ; regia: Radu Miron
- Jocul dragostei și al întâmplării (1968) de Marivaux; regia: Lidia Ionescu
- Maior Barbara (1969) (în rolul maior Barbara) de George Bernard Shaw; regia: Radu Miron
- Gaițele (1969) (în rolul Margot), de Alexandru Kirițescu
- Un nasture sau absolutul (1970); regia: Savel Stiopul
- O scrisoare pierdută (1972) (în rolul lui Zoe Trahanache); regia: Liviu Ciulei
- Bălcescu (1973); regia: Horea Popescu
- Rivalii (1976); regia: Cornel Popa
- Șeful sectorului sufletelor (1976); de Alexandru Mirodan; regia: Letiția Popa
- Surorile Boga (1977); de Horia Lovinescu; regia: Constantin Dicu
- Tren de plăcere (1979) (în rolul Miței); adaptare după I. L. Caragiale; regia: Mihai Berechet
- Picnic nou pe câmpul de luptă (1979) (în rolul mamei), de Arrabal; regia: Eugen Todoran
- Steaua fără nume (1983) (în rolul domnișoarei Cucu), de Mihail Sebastian; regia: Eugen Todoran
- Fotoliul fermecat (1985), de Karinthy Frigyes; regia: Sergiu Ionescu
- Dimineața pierdută (1990) (în rolul Sophie Ioaniu); regia: Cătălina Buzoianu
- Cui i-e frică de Virginia Woolf? (1995) (în rolul Marthei); regia: Olimpia Arghir

Rodica Tapalagă a jucat și în numeroase scenete și spectacole de varietăți TV cum ar fi:
- Starea de leșin (1969) de Valentin Silvestru, regia Aurel Cerbu
- Eu nu claxonez (1973) regia Alexandru Bocăneț
- Trurli, Trurli (1974) regia Alexandru Bocăneț
- Tango (1974) de Alexandru Bocăneț
- La doctor (1975) regia Alexandru Bocăneț
- Săraca Tanța (1982) de Petre Bărbulescu
- Secția corecțională (1985) de I. L. Caragiale, regia Grigore Pop și Dan Mihăescu

## Filmografie
- Alo?... Ați greșit numărul! (1958)
- Aproape de soare (1961)
- Cinci oameni la drum (r. Gabriel Barta, 1962)
- Politică cu... delicatese (sm, 1964)
- Tănase Scatiu (1976) - Premiul ACIN
- Între oglinzi paralele (1979)
- Clipa (1979)
- Vis de ianuarie (1979)
- Ora zero (1979)
- Artista, dolarii și ardelenii (1980)
- De dragul tău, Anca  (r. Cristiana Nicolae, 1983)
- Dragostea și revoluția (1983)
- Vreau să știu de ce am aripi (1984)
- Uimitoarele aventuri ale muschetarilor (1988) - voce
- Sistemul nervos (2005)
- Cu un pas înainte (r. Alexandru Berceanu, Bogdan Tiberiu Dumitrescu, Jesus del Cerro, 2007)

## Premii
Rodica Tapalagă a primit numeroase premii și distincții.
Premii pentru teatru
- Premiul de interpretare pentru rolul Liuba Setovadin “Tânăra Gardă” de Fadeev - Concursul republican al tinerilor artiști din teatrele dramatice, ediția a-III-a, 1959
- Premiul I de interpretare feminină pentru rolul Ortansa din "Proștii sub clar de lună" - Concursul republican al tinerilor artiști din teatrele dramatice, ediția a-IV-a, 1962
- Premiul UNITER pentru întreaga activitate (2001)
- Gala Premiilor Municipiului București pentru Artă și Cultură (2009) - secțiunea Artele Spectacolului

Premii pentru film
- Premiul Asociației Cineaștilor (A.C.I.N) - pentru rolul Aglae din Tănase Scatiu (1976)
- Premiul Revistei Cuvântul - pentru rolul Nica din Sistemul nervos (2005)

### Decorații
- Ordinul național „Pentru Merit” în grad de Ofițer (1 decembrie 2000) „pentru realizări artistice remarcabile și pentru promovarea culturii, de Ziua Națională a României”[12]